# امبیدیدی
امبیدیدی (به لاتین: Ambidédi) یک منطقهٔ مسکونی در مالی است که در استان کایس واقع شده‌است.